# Emilio Izaguirre
Emilio Arturo Izaguirre Giron (* 10. Mai 1986 in Tegucigalpa) ist ein Fußballspieler aus Honduras.

## Karriere
Sein Debüt in der honduranischen Liga absolvierte Izaguirre als 17-Jähriger für den Club Deportivo Motagua, bei dem er schnell zum Stammspieler wurde und mit seiner Mannschaft in der Saison 2006/07 das Apertura-Turnier und 2007 die mittelamerikanische Copa Interclubes UNCAF gewann. Obwohl er im selben Jahr aufgrund einer Schlüsselbeinverletzung einige Monate lang aussetzen musste, wurde er von der Presse zum besten honduranischen Fußballer gewählt.
Im Jahr 2010 einigte sich Izaguirre mit Celtic Glasgow aus der Scottish Premier League über einen Kontrakt über vier Spielzeiten. Eine Saison später wurde er zum besten Spieler der schottischen Liga ausgezeichnet.
Nach sieben Jahren in Glasgow wechselte er im Jahr 2017 nach Saudi-Arabien zu Al-Fayha. Bereits ein Jahr später kehrte er zurück zu Celtic.
In der honduranischen Nationalmannschaft erreichte er seine ersten Erfolge mit der U-20-Auswahl, die sich mit ihm für die WM 2005 in den Niederlanden qualifizierte. Später spielte er in der U-23, mit der er sich für das olympische Fußballturnier 2008 in Peking qualifizierte. Zu dieser Zeit stand Izaguirre bereits im Kader der A-Nationalmannschaft, für die er am 9. Februar 2007 im Spiel gegen Costa Rica sein Debüt gab. Im selben Jahr nahm er mit der A-Nationalmannschaft am CONCACAF Gold Cup 2007 teil, bei dem er einer der stärksten Akteure seiner Elf war. Er qualifizierte sich mit Honduras für die Fußball-Weltmeisterschaft 2010 in Südafrika. Bei der Endrunde, in der Honduras in der Vorrunde ausschied, bestritt er die Spiele gegen Chile und Spanien. Am 8. Mai 2014 wurde er von Trainer Luis Fernando Suárez in den Kader für die Weltmeisterschaft 2014 berufen. Er kam in zwei Spielen zum Einsatz, schied aber mit seiner Mannschaft nach der Gruppenphase aus.
In der Qualifikation für die WM 2018 hatte er 14 Einsätze, scheiterte aber letztlich mit seiner Mannschaft in den interkontinentalen Playoffs an Australien. Am 16. November 2018 bestritt er beim Freundschaftsspiel gegen Panama sein 100. Länderspiel. Beim CONCACAF Gold Cup 2019 kam er in den drei Gruppenspielen zum Einsatz, nach denen Honduras ausschied.

## Titel und Erfolge
- Liga Nacional de Fútbol de Honduras: 2006/07 Apertura
- Copa Interclubes UNCAF 2007
- Schottischer Pokalsieger: 2011, 2013, 2019
- Schottischer Meister: 2012, 2013, 2014, 2015, 2016, 2017, 2019
- Schottischer Ligapokal: 2015, 2017, 2019